# Basilika Santa Maria del Fonte

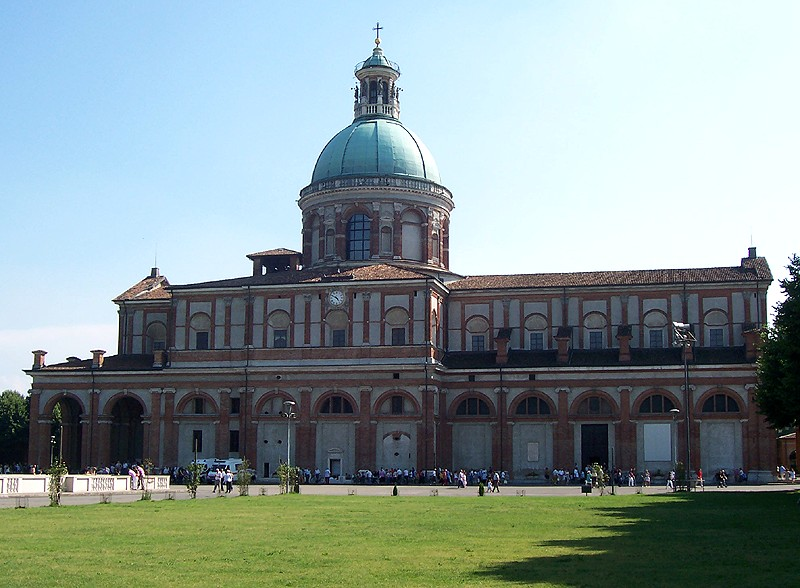
Basilika Santa Maria del Fonte

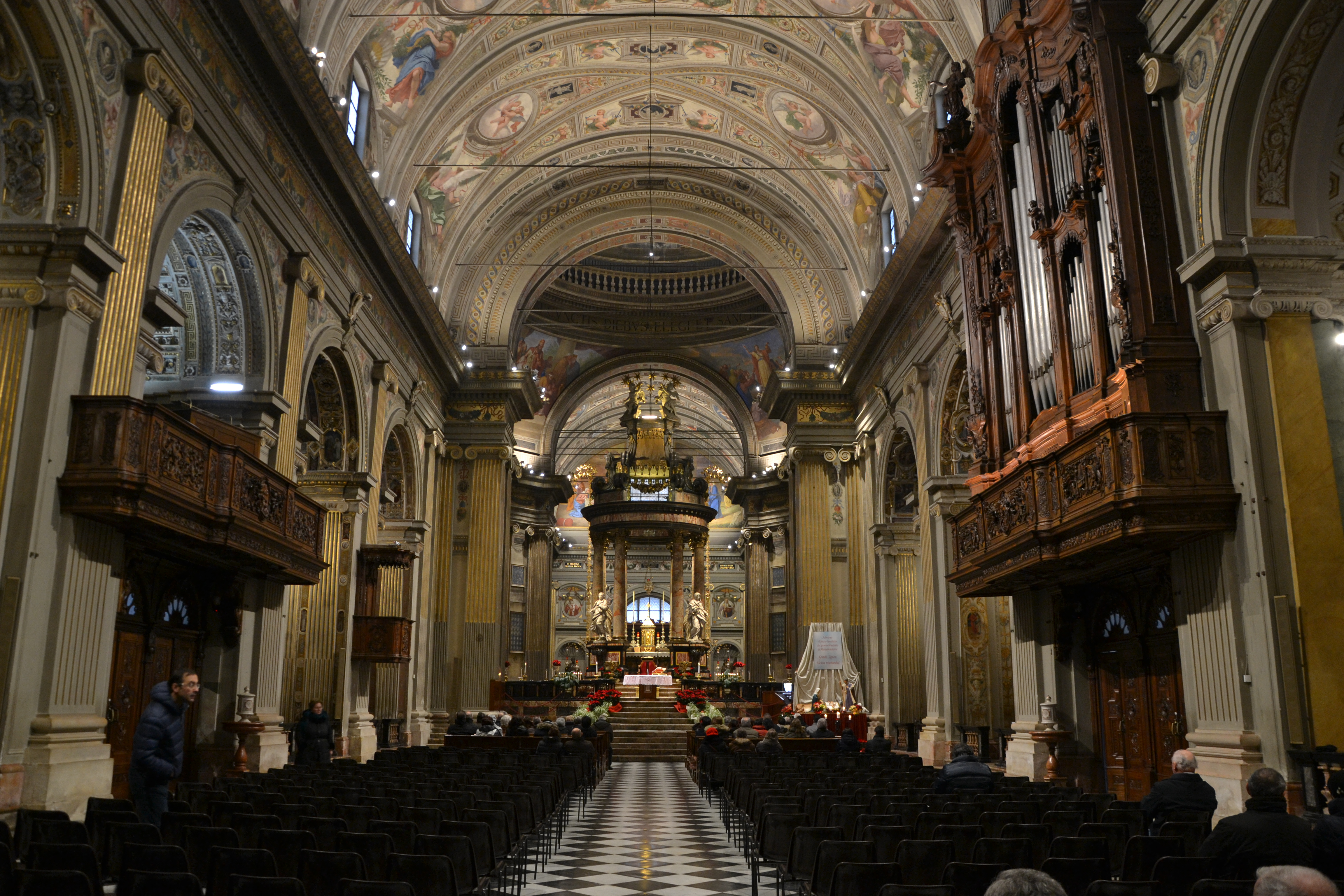
Innenraum

Die Basilika Santa Maria del Fonte ist eine Wallfahrtskirche in Caravaggio in der lombardischen Provinz Bergamo, Italien. Die Kirche des Bistums Cremona ist ein Marienheiligtum und hat den Rang einer Basilica minor. Die im 18. Jahrhundert fertiggestellte Kirche wurde an der Stelle einer Marienerscheinung von 1432 und der mit dieser verbundenen Quelle errichtet.

## Geschichte
Im Jahr 1432 erschien der Gianetta de’Vacchi beim Abendgebet auf freiem Feld die Gottesmutter Maria umgeben von Engeln. Diese forderte die Einwohner zur Buße und zum Bau einer Kapelle auf. Als Beleg soll die Quelle entsprungen sein, die viele Heilungen auslösen sollte. Im gleichen Jahr wurde mit dem Bau der Kapelle begonnen, für die heilsuchenden Kranken wurde neben dieser ein kleines Krankenhaus errichtet.
Der Bau der heutigen Kirche wurde auf Betreiben von Erzbischof Karl Borromäus 1575 nach Plänen von Pellegrino Tibaldi begonnen; der Baufortschritt war wechselhaft und führte erst zu Beginn des 18. Jahrhunderts zur Fertigstellung mit zahlreichen, wenn auch geringfügigen Änderungen im Vergleich zu Pellegrinis ursprünglichem Projekt. Die Ausmalung erfolgte im 19. Jahrhundert.
Im April 1906 erhob Papst Pius X. die Kirche zur Basilica minor. Die Kapelle des neuen Spiritualitätszentrums wurde von Papst Johannes Paul II. während seines Aufenthalts in der Wallfahrtskirche 1992 geweiht.
Zum 1. Mai 2020 hatte die Italienische Bischofskonferenz im Umfeld der Corona-Krise einen „Moment des Gebets“ in der Basilika angekündigt.

## Bauwerk
Die monumentale Kirche steht in der Mitte einer ausgedehnten Esplanade, die an allen vier Seiten von symmetrischen Portiken umgeben ist, die mit 200 Bögen fast 800 Meter lang sind. Zur dreifach baumgesäumten Allee nach Caravaggio hin steht ein hoher Obelisk von Rustico Soliveri, auf dem verschiedene Wunderheilungen der Madonna di Caravaggio benannt werden. Von dem benachbarten Brunnen fließt das Quellwasser unter der Kirche hindurch zu einem Becken für die Kranken.
Das einschiffige Gebäude mit Querschiff hat eine Länge von 93 Metern bei einer Breite von 33 Metern, es erreicht eine Höhe von 22 Metern, die Vierungskuppel ragt mit ihrer Laterne 64 Meter hoch. Es zeichnet sich durch einen klassizistischen Stil mit Säulen mit ionischen Kapitellen aus. Das westliche Langhaus ist auf beiden Seiten mit je vier reichverzierten Kapellen ausgestattet. Unter dem östlichen Teil befindet sich hinter dem majestätischen Hochaltar eine Krypta.

## Ausstattung

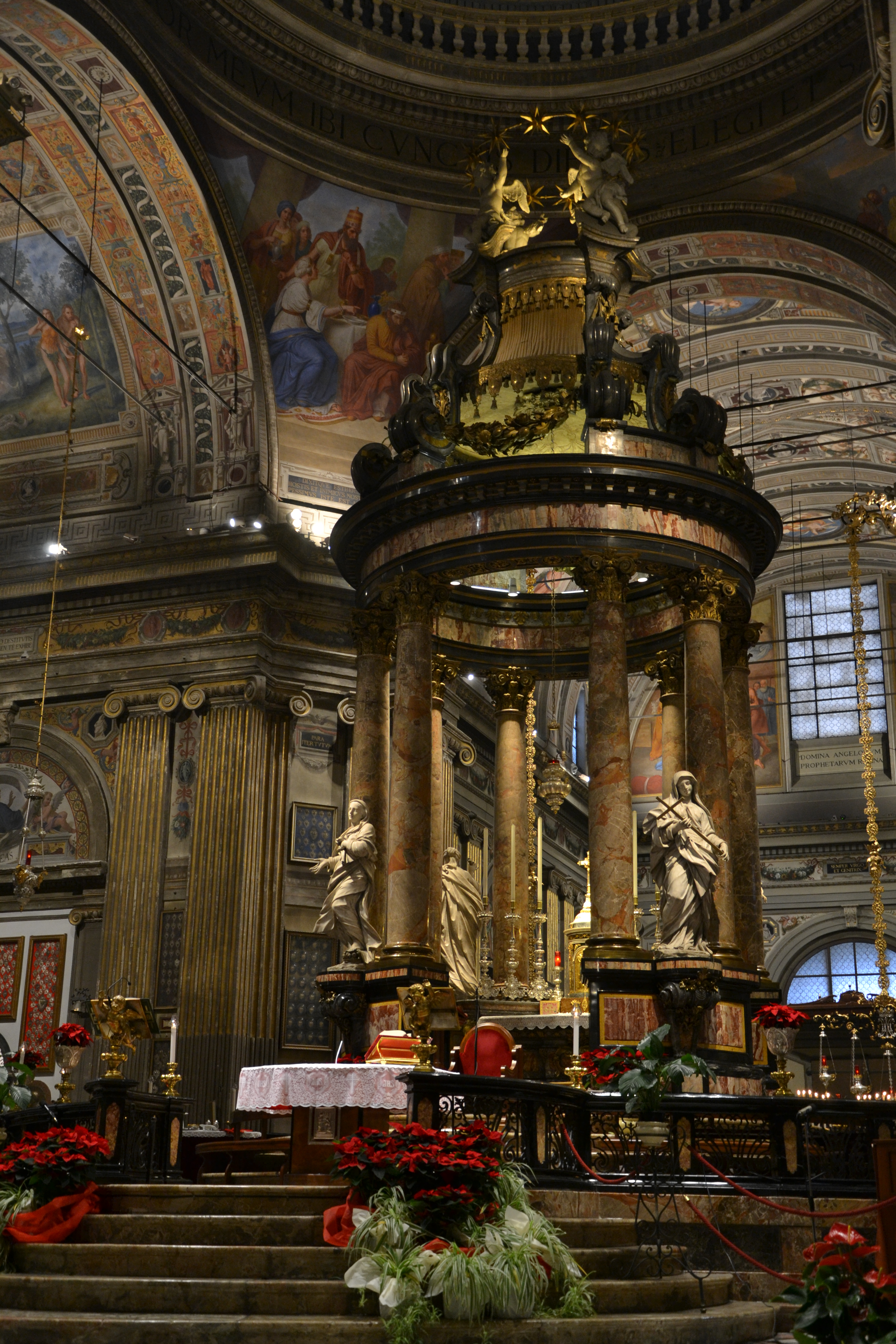
Hochaltar

Der Hochaltar unter der Kuppel wurde zwischen 1735 und 1750 von Carlo Giuseppe Merlo in Zusammenarbeit mit den Bildhauern Nava und Mellone erbaut, der Entwurf von Filippo Juvarra wurde von Michelangelo inspiriert. Die runde Marmorstruktur mit sechs Säulen und drei dazwischenstehenden Statuen trägt einen Thron umgeben von Engeln, die eine Sternenkrone tragen.
Unter dem Hochaltar befindet sich der Sacro Speco (italienisch für Heilige Grotte) mit einer hölzernen Statuengruppe, die eine Marienerscheinung darstellt. Das Werk des St. Ulricher Bildhauers Leopold Moroder wurde 1932 anlässlich der Feierlichkeiten zum fünfhundertsten Jahrestag der Erscheinung von Kardinal Alfredo Ildefonso Schuster eingeweiht.
Die Sakristei war ehedem die Adelskapelle der Familie Secco und ist reich ausgestattet. Auf ihrem Gewölbe befinden sich wunderbare Fresken von Camillo Procaccini, die Episoden aus dem Leben Mariens zeigen.

## Orgel

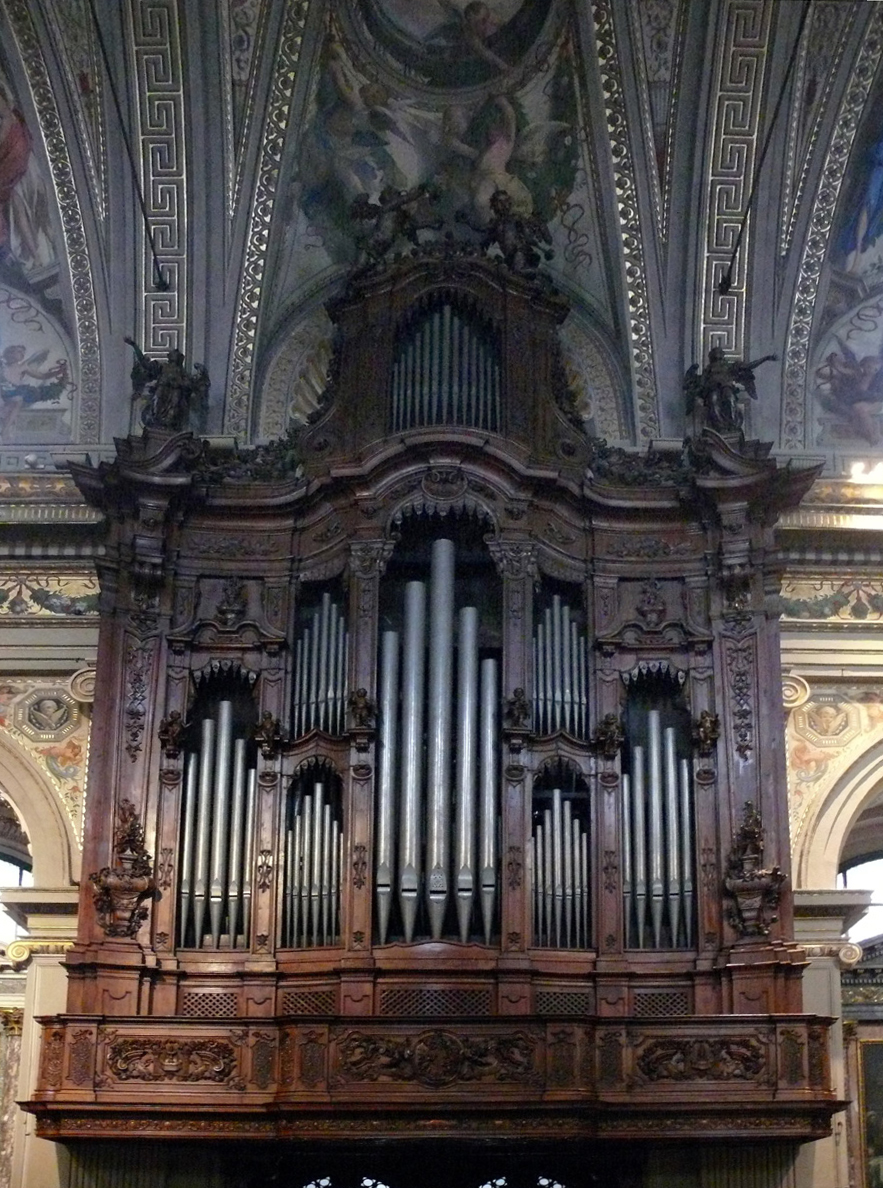
Blick auf die Orgel

Das imposante Orgelgehäuse wurde zwischen 1739 und 1747 von den Orgelbauern Carminati aus Caravaggio erbaut. Der Orgelwerk geht in Teilen noch auf das Instrument aus dem 18. Jahrhundert zurück, welches allerdings im Laufe der Zeit mehrfach überarbeitet und erweitert wurde, zuletzt 1955 von der Orgelbaufirma Balbiani Vegezzi Bossi aus Mailand, die die Disposition im sinfonischen Stil anlegte. Das Instrument hat über 6100 Pfeifen.
| I Positivo espressivo C–c4 |        |
| Bordone                    | 16'    |
| Bordone                    | 8'     |
| Principalino               | 8'     |
| Voce celeste               | 8'     |
| Gamba                      | 8'     |
| Flauto                     | 8'     |
| Ottava                     | 4'     |
| Flauto armonico            | 4'     |
| Violino                    | 4'     |
| Nazardo                    | 2 ⁄3'  |
| Piccolo                    | 2'     |
| Decimino                   | 1 3⁄5' |
| Cornetto V                 |        |
| Sesquialtera II            |        |
| Clarino                    | 8'     |
| Corno orchestra            | 8'     |
| Tremolo                    |        |

| II Grand’Organo C–c4 |        |
| Principale           | 16'    |
| Principale           | 8'     |
| Diapason             | 8'     |
| Corno camoscio       | 8'     |
| Flauto traverso      | 8'     |
| Gran flauto          | 8'     |
| Dulciana             | 8'     |
| Unda maris           | 8'     |
| Flauto armonico      | 4'     |
| Ottava               | 4'     |
| Fonino               | 4'     |
| Quinta               | 5 1⁄3' |
| Duodecima            | 2 ⁄3'  |
| Decimaquinta         | 2'     |
| Pieno grave V        |        |
| Pieno acuto VI       |        |
| Gran pieno VI        |        |
| Controfagotto        | 16'    |
| Tromba               | 8'     |
| Tromba armonica      | 4'     |
| Tremolo              |        |

| III Organo espressivo C–c4 |     |
| Controgamba                | 16' |
| Bordone                    | 8'  |
| Principalino               | 8'  |
| Flauto in selva            | 8'  |
| Viola gamba                | 8'  |
| Viola celeste              | 8'  |
| Eufonio                    | 8'  |
| Concerto viole             | 8'  |
| Quintadena                 | 8'  |
| Flauto in ottava           | 4'  |
| Fugara                     | 4'  |
| Silvestre                  | 2'  |
| Ripieno V                  |     |
| Oboe                       | 8'  |
| Tremolo                    |     |

| IV Organo Corale C–c4 |    |
| Flauto                | 8' |
| Principale            | 8' |
| Diapason              | 8' |
| Ottava                | 4' |

| IV Eco espressivo C–c4 |    |
| Principale forte       | 8' |
| Gran concerto viole    | 8' |
| Tromba squillo         | 8' |
| Voce corale            | 8' |
| Campane                |    |

| IV Secondo Corale      |    |
| Principale             | 8' |
| Ottava                 | 4' |
| Decimaquinta           | 2' |
| Ripieno IV             |    |
| Voce celeste           | 8' |
| Principale di rinforzo | 8' |
| Tremolo                |    |

| IV Pedale Secondo Corale |     |
| Bordone                  | 16' |
| Corno                    | 4'  |

| Pedale C–g1    |     |
| Basso acustico | 32' |
| Bordone corale | 16' |
| Contrabbasso   | 16' |
| Violone        | 16' |
| Armonica       | 16' |
| Subbasso       | 16' |
| Basso          | 8'  |
| Bordone        | 8'  |
| Cello          | 8'  |
| Ottava         | 8'  |
| Flauto         | 8'  |
| Corno          | 4'  |
| Bombarda       | 16' |
| Campane        |     |
| Tremolo        |     |